# 칼 콕스
칼 콕스(Carl Cox, 1962년 7월 29일 ~ )는 잉글랜드의 디스크자키이자 음악 프로듀서이다.